# Jリーグチップス
Jリーグチップス は、カルビーが製造・販売していたスナック菓子。うすしお味のポテトチップスに、Jリーグ選手のトレーディングカードがおまけとして付いてくる商品。
なお本項では、前身商品にあたる「JSLチップス」と関連商品の「サッカー日本代表チップス」についても記述する。

## 日本サッカーリーグ（JSL）チップス
1986年当初、カルビーはプロ野球のオフシーズンに発売するカード付きポテトチップスの商品として、当時人気のあった全日本バレーボール選抜男女リーグを予定していたが、リーグを統括する日本バレーボール協会に断られた。しかし日本バレーボール協会と同じビルにJSLを統括する日本サッカー協会が入居していることが分かったため飛び込みで営業活動を行ったところ、交渉が成立したという。
JSLチップスは1987年と1991年の2回にわたって発売。プロ野球チップスと同様にスナック1袋にカード1枚がついてくる形だったが、発売当時JSLはあまり注目されていなかったこともあり、JSLチップスの売れ行きは伸び悩んだ（それ故に4年間の空白があったとされる）。そのため発行枚数は少ないものの、1987年版には岡田武史（古河電工）・松木安太郎（読売クラブ）・柱谷幸一（日産自動車）など、現役引退後に指導者や解説者として活躍する選手や、現役晩節にプロ選手としてブンデスリーガ・ヴェルダー・ブレーメンから古巣に復帰した奥寺康彦（古河電工）が、また1991年版には三浦知良（読売クラブ）・福田正博（三菱自動車）・中山雅史（ヤマハ発動機）など黎明期のJリーグを支えた選手がラインナップされている。「スポーツカードマガジン」（ベースボール・マガジン社）によると同一番号でありながら選手の写真が異なるパラレル版も存在するなどの情報もあるが、枚数が少ない上に発行年度が古いためカルビーにも当時の資料がほとんど残っておらず、全容の解明には至っていない。

## Jリーグチップス
1992年にJリーグのプレ大会としてヤマザキナビスコカップが始まると、JSLチップスは「Jリーグチップス」としてリニューアル発売された。Jリーグの人気の高まりに加えてJリーグチップス自体もチームごとにパッケージを変えるという工夫を凝らした結果、順調な売れ行きを見せ、1995年にはプロ野球チップスを販売中止に追い込むほどの売れ行きを見せた。しかしこの年を境にJリーグの大フィーバーが下火になり、本商品の売り上げも徐々に下降。1996年にはカードの名前表記を金色にしたパラレル版も封入したが回復に至らず、ついに1997年にはJリーグチップスが販売中止に追い込まれ、チームのパッケージごとに中身のスナックが異なる「Jリーグスナック」が発売されるようになった（それでも中身がポテトチップスのスナックもあった）。その後1997年11月に日本がワールドカップ初出場を決めたのを追い風とし翌1998年に販売が再開されたが、同年限りで1999年は未発売となった。
1年の販売中止を経て、2000年にJリーグチップス、そして新商品として「ポテトチップスサッカー日本代表チーム」が発売される。ただしこの年販売されたのはサッカーの人気が高い静岡県限定で、またカードも静岡県を本拠地とする清水エスパルスとジュビロ磐田に限定した。その時の売れ行きが好調だったため、2000年からJリーグチップスの全国販売を再開、またポテトチップスサッカー日本代表チームは「サッカー日本代表チームチップス」（以下「日本代表チップス」）と名称を変え、2002年から全国販売を開始した。
これによってサッカーに関連する2種類のカードチップスを販売することになったカルビーだが、基本的に冬から春に日本代表チップス、夏から秋にJリーグチップスを発売するようになった。また1999年にJリーグが2部制を導入したことにより加盟チームが大幅に増えたが、Jリーグチップスでは1部（J1）所属チームの主力選手のみをカード化している。さらにJリーグチップスのサブセットとして日本代表選手のカードを入れることにより、日本代表チップスが販売されない時期でも日本代表カードが手に入るという工夫を凝らしている。
なお、Jリーグチップスとサッカー日本代表チームチップスも2007年度よりカードが2枚になった。
2007年版のJリーグチップスは9種類のデザインが販売され、それぞれ2クラブのマスコットがデザインされた。なお、販売当時マスコットがいなかったFC東京・横浜FC・大分トリニータはエンブレムが描かれている。
2010年度にはサッカーJリーグの入れ替え制に伴ってチーム数の増加でカード制作費の高騰と人気低迷に伴い再度販売中止となり、サッカー日本代表チップスのみを発売。
2011年8月、コナミデジタルエンタテインメントのオンラインカードゲーム「FOOTBALL ALLSTAR'S」と提携、FOOTBALL ALLSTAR'Sのカードを1枚付属する形で販売を再開。
2013年はカルビーオリジナルのカードで2枚入りの2009年以前に似た形で販売された。
2014年～2024年はJリーグチップスが販売されなかったが、サッカー日本代表チップスは販売され、2025年5月15日の「Jリーグの日」を記念して、「復刻版Jリーグチップス」のタイトルで復活。17日以降の全60クラブのホームスタジアムで無料配布される予定となっている。なお復刻版のポテトチップスについてはカルビーではなく、静岡県にある松浦食品有限会社の製造となっている。

## カードに関するあれこれ
Jリーグチップスのカードもプロ野球チップスと同様、裏面には選手のプロフィールが書かれている。ちなみにJリーグチップスの1枚目のカードは野田知（当時横浜マリノス）であった。
- 1992年と1993年シーズンは通し番号で発行されたため、394番まで発行された。
- レギュラーカード、当たりカード以外のスペシャルカードは当初、各クラブマスコットのイラストが描かれたカードで、裏面にそのクラブの紹介が記載されたものが中心だった。以降は、選手全員の集合写真や、チェックリストなどのカードも発行された。
- 1994年の244番の飯島寿久（当時名古屋グランパス）は、印刷ミスで間違ってリネカーの写真を印刷したカードが初期出荷分として大量に出回ったが、後に本来の飯島選手の写真に差し変わった。
- 1995年～1998年の第1弾は、前年活躍した選手の写真を中心に発行された。そのため、第1弾では、今シーズンから新たにJに加入する選手のカードはなかった。
- 1997年はJリーグスナックとなり、1袋にカードが2枚入っていた。しかし、6月に販売中止となったため、第1弾の144枚しか発行されず、ヴィッセル神戸の選手のカードは1枚も発行されることなく終わった。
- 2014年のサッカー日本代表チップスは、2014 FIFAワールドカップ出場メンバー23人のうち、大久保嘉人だけがリストから漏れてしまった。これは大久保が2年以上代表戦に出場しておらず、カード化する選手のリストアップ期間内に代表戦出場がなかったためである[3]。